# Rakuten Japan Open Tennis Championships 2009
Rakuten Japan Open Tennis Championships 2009 — тенісний турнір, що проходив на кортах з твердим покриттям у місті Tokyo, Японія з 5 жовтня . Належав до категорії ATP World Tour 500, був турніром серії Japan Open (теніс) 2009 року.

## Фінальна частина

### Одиночний розряд
Жо-Вілфрід Тсонга —  Михайло Южний 6–3, 6–3

### Парний розряд
Юліан Ноул /  Юрген Мельцер —  Росс Гатчінс /  Джордан Керр 6–2, 5–7, [10–8]